# Rose Gerisch
Berta Elise Rose Gerisch geb. Hirschel (* 17. September 1894 in Braunschweig; † 26. November 1955 in Halle (Saale)) war eine deutsche Politikerin und Abgeordnete (SPD, SED).

## Leben
Rose Gerisch besuchte das Lyzeum Magdeburg und war zwei Jahre in England zum Erwerb der englischen Sprache. Im Ersten Weltkrieg arbeitete sie als Krankenschwester. Von 1917 bis 1919 studierte sie an der Musikhochschule Leipzig Klavier bei Robert Teichmüller sowie Musiktheorie bei Stephan Krehl und arbeitete danach zwei Jahre lang als Musiklehrerin an einem Musiklehrerseminar in Kiel. Danach besuchte sie eine Handelsschule.
Rose Gerisch trat 1922 in die SPD ein und war im Zentralverband der Angestellten (ZDA) organisiert. 1925 trat sie aus der SPD aus und in den Internationalen Sozialistischen Kampfbund (ISK) ein, wo sie die Leitung der Ortsgruppe Magdeburg übernahm.
Nach der Machtergreifung der Nationalsozialisten beteiligte sie sich 1933 an illegaler politischer Arbeit. Von Januar bis April 1938 war sie in „Schutzhaft“ bei der Gestapo Berlin, danach in Untersuchungshaft in Moabit. Im Mai 1939 wurde sie wegen Vorbereitung zum Hochverrat zu zwei Jahren Zuchthaus verurteilt, die sie im Zuchthaus Waldheim verbüßte.
Im Mai 1945 war sie am Aufbau des FDGB beteiligt. Im Juli 1945 trat sie der SPD bei und wurde nach der Zwangsvereinigung Mitglied der SED. Im Mai 1946 wurde sie Bezirksfrauensekretärin der SED. Bei den halbfreien Landtagswahlen in der SBZ 1946 wurde sie im Wahlbezirk II (Burg, Magdeburg, Schönebeck, Jerichow I, Wolmirstedt, Haldensleben, Wanzleben) in den Landtag Sachsen-Anhalt gewählt, dem sie bis Oktober 1950 angehörte. Ab März 1948 war sie Mitglied des 1. Volksrates der SBZ, ab März 1949 des 2. Volksrates  und ab Oktober 1949 der Provisorischen Volkskammer.
Die erste Landesvorsitzende des DFD, die parteilose Paula Hertwig musste bereits im April 1948 ihr Mandat aufgeben und Rose Gerisch wurde auf der zweiten Landeskonferenz an ihrer Stelle erste Vorsitzende. Rose Gerisch geriet 1950 in die politischen Säuberungen der SED. Angegriffen wurde sie wegen ihrer früheren Mitgliedschaft im ISK. Auch wenn sie sich öffentlich von der ISK distanzierte und großen Diensteifer zeigte, wurde eine Untersuchung der Landes-Parteikontrollkommission gegen sie durchgeführt. Diese kam zu dem Ergebnis, dass Rose Gerisch politisch zuverlässig sei und am 16. März 1950 beschloss das Landessekretariat, sie im Amt zu bestätigen. Der nächste Angriff erfolgte, nachdem Rose Gerisch an einer Veranstaltung von Frauenfunktionären der Ost-CDU teilgenommen hatte, um für den DFD zu werben. Das Landessekretariat sprach eine Verwarnung aus. Im November 1950 entschied die Kaderabteilung beim Zentralkomitee der SED, Rose Gerisch als Landesvorsitzende des DFD abzulösen. Neue DFD-Landesvorsitzende wurde Frida Brock-Oley (SED).
Im März 1951 erfolgte eine erneute Überprüfung. Während Rose Gerischs Mann Paul wegen der Zugehörigkeit zu der "parteifeindlichen Gruppierung" ISK Selbstkritik geäußert hatte, blieb er SED-Mitglied, Rose Gerisch wurde jedoch aus der SED ausgeschlossen.